# Lepturges zonula
Lepturges zonula är en skalbaggsart som beskrevs av Monné 1976. Lepturges zonula ingår i släktet Lepturges och familjen långhorningar. Inga underarter finns listade i Catalogue of Life.